# Tang Gaozong
Tang Gaozong (zijn persoonlijke naam was Li Zhi) (Chang'an, 21 juli 628 – Chang'an, 27 december 683) was de derde keizer van de Chinese Tang-dynastie. Hij regeerde van 649 tot 683. 
Gedurende het bewind van Gaozong wist China in 668 het Koreaanse koninkrijk Koguryo in te lijven. Dit was onder Gaozongs voorgangers al meermaals tevergeefs geprobeerd. 
Gaozongs favoriete concubine Wu Zetian (624-705) domineerde het hof vanaf de jaren 650. Na zijn dood regeerde Wu Zetian via haar zoons Zhongzong (656-710) en Ruizong (662-716) en ten slotte in haar eigen naam als enige officiële keizerin in de geschiedenis van China. 